# Ruy Ramos
Ruy Ramos (jap. ラモス瑠偉 Ramosu Rui; ur. 9 lutego 1957 w Rio de Janeiro) – japoński piłkarz pochodzenia brazylijskiego, reprezentant kraju grający na pozycji pomocnika.

## Kariera klubowa
Ruy Ramos wyemigrował do Japonii w 1977 roku i tam rozpoczął zawodową karierę piłkarską w klubie Yomiuri. Z Yomiuri, który w 1992 zmienił nazwę na Verdy Kawasaki siedmiokrotnie zdobył mistrzostwo Japonii w 1983, 1984, 1987, 1991, 1992, 1993 i 1994, trzykrotnie Puchar Cesarza w 1984, 1986, 1987 oraz Puchar Klubowych Mistrzów Azji w 1988 roku.
W klubie z Kawasaki grał ponad 20 lat, z roczną przerwą na grę Kyoto Purple Sanga. W barwach Verdy rozegrał 341 meczów, w których strzelił 83 bramki.

## Kariera reprezentacyjna
W 1989 Ramos otrzymał japońskie obywatelstwo i w latach 1990-1995 występował w reprezentacji Japonii. W 1992 uczestniczył w Pucharze Azji, który zakończył się zwycięstwem Japonii. Na turnieju rozgrywanym w Japonii wystąpił we wszystkich pięciu meczach z ZEA, Koreą Północną, Iranem, Chinami oraz w finale z Arabią Saudyjską.
W 1993 uczestniczył w eliminacjach Mistrzostw Świata 1994. W 1995 roku uczestniczył w drugiej edycji Pucharu Konfederacji. Na turnieju w Arabii Saudyjskiej wystąpił w obu przegranych meczach grupowych z Nigerią. W sumie w reprezentacji wystąpił w 32 spotkaniach, w których strzelił 1 bramkę.

## Statystyki
| Reprezentacja Japonii | Reprezentacja Japonii | Reprezentacja Japonii |
| Rok                   | Mecze                 | Gole                  |
| --------------------- | --------------------- | --------------------- |
| 1990                  | 3                     | 0                     |
| 1991                  | 2                     | 0                     |
| 1992                  | 10                    | 0                     |
| 1993                  | 14                    | 1                     |
| 1994                  | 0                     | 0                     |
| 1995                  | 3                     | 0                     |
| Razem                 | 32                    | 1                     |

## Kariera trenerska
Po zakończeniu kariery piłkarskiej Ramos został trenerem. W 2005 roku prowadził reprezentację Japonii w piłce nożnej plażowej na Mistrzostwach Świata. Japonia zajęła na tym turnieju czwarte miejsce przegrywając mecz o 3. miejsce z Brazylią 2-11. W latach 2006–2007 był trenerem drugoligowego Tokyo Verdy. Od 2009 po raz drugi jest trenerem reprezentacji Japonii w piłce nożnej plażowej. W 2009 roku dotarł z nią do ćwierćfinału Mistrzostw Świata oraz Mistrzostwa Azji.